# Apoxiómeno del Vaticano
El Apoxiómeno del Vaticano (en griego antiguo, «el que la masca») es una estatua de mármol que se encuentra en los museos Vaticanos, en concreto, en el Museo Pío-Clementino. La mayoría de los historiadores de arte sostienen que se trata de una copia del siglo I d. C. de otra estatua de bronce perdida de la antigua Grecia realizada por Lisipo en el siglo IV a. C., pero algunos autores han cuestionado que esta copia sea similar a la estatua realizada por Lisipo. 
El Apoxiómeno en sí es uno de los temas convencionales de la antigua escultura votiva griega; representa a un atleta, captado en el momento familiar de raspar el sudor y el polvo de su cuerpo con un pequeño instrumento curvado que los romanos llamado estrígil. 

## Descubrimiento
En 1849, en el barrio romano del Trastevere, unos obreros descubrieron en las ruinas de lo que se creía entonces que eran las termas romanas, la estatua de un joven desnudo que se rascaba con un estrígile. El arquitecto y anticuario Luigi Canina lo identifica como una copia de una obra del escultor griego Policleto, pero al año siguiente, el arqueólogo alemán August Braun, reconoce que es una copia de una escultura de bronce atribuida a Lisipo (330-320 a. C.), cuya existencia se conocía únicamente por una mención de Plinio el Viejo en su Historia natural: «[Lisipo] realizó, tal y como he dicho, la mayor parte de las estatuas, con un arte muy fecundo, y entre ellas, un atleta limpiándose con un estrígil (destringens se)».
La copia más famosa de la Antigüedad clásica, era según Plinio, la estatua dedicada por el general romano Marco Vipsanio Agripa delante de las termas que llevaban su nombre. El emperador romano Tiberio, gran admirador de la estatua, la hizo transportar a sus habitaciones. «Ello causó tal revuelta del pueblo romano», relata Plinio, «que las protestas que reclamaban en el teatro la restitución del Apoxiómeno, que el princeps, a pesar de su pasión por la estatua devolvió a su emplazamiento.»
Braun se basa por una parte, en la postura de la estatua, y por otra en las observaciones de Plinio sobre el canon lisipeo, más esbelto que el de Policleto: efectivamente, la cabeza es más pequeña en relación con el cuerpo, si no más fina — hay que señalar que en su época, el Doríforo no había sido reconocido como tal. En su conjunto, los argumentos de Braun son bastante endebles: primeramente, el atleta con estrígile es un tipo común en la estatuaria de la Antigüedad. Segundo, el canon formulado por Lisipo y utilizado solo de manera intensiva por él y su escuela, no es específico de este artista: sí que se encuentra por ejemplo en los combatientes del friso del Mausoleo de Halicarnaso. Sin embargo, a pesar de la polémica, la identificación con la copia de la estatua de Lisipo es ampliamente aceptada hoy en día.
La estatua goza de una gran popularidad desde que se descubrió. Fue restaurada por el escultor italiano Pietro Tenerani, que completó los dedos faltantes de la mano derecha, el comienzo, reconstruyó el estrígile desaparecido de la mano izquierda y escondió los genitales del atleta tras una hoja de parra. Estas restauraciones han sido suprimidas. Se han realizado numerosos moldeados. Jacob Burckhardt lo cita en su Cicerone (guía de Roma) de 1865.

## Descripción

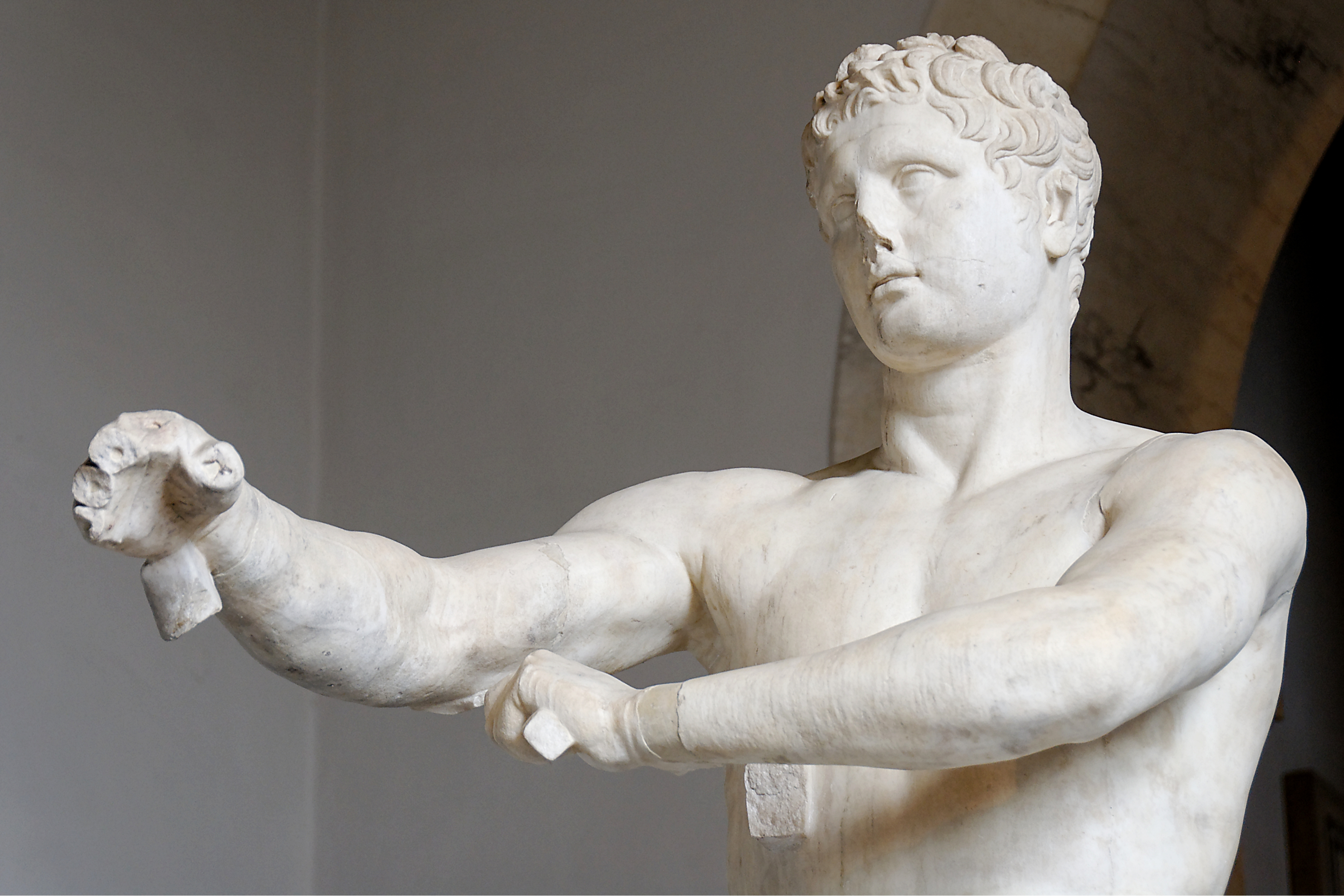
Detalle de la cabeza y de los brazos.

La estatua, realizada en mármol del Pentélico, no es de tamaño natural, sino ligeramente más grande, pues mide 2,05 metros. Representa a un hombre joven desnudo, de pie, rascándose la cara posterior del antebrazo derecho con la ayuda de un estrígile que tiene en su mano izquierda. Ladea ligeramente la cabeza y mira al frente. Un tronco de árbol sirve de apoyo a la pierna izquierda; otro apoyo, que se rompió, soportaba el peso del brazo derecho, tendido sobre la pierna derecha.
La estatua impresiona por su composición, que no es únicamente frontal, como en el Doríforo o el Discóbolo. El brazo derecho del atleta extendido en ángulo recto obliga al espectador, si quiere captar el movimiento, a moverse a los lados. Se distingue también por el empleo del contrapposto («contoneado»): el peso del cuerpo reposa solo sobre la pierna izquierda, la derecha está ligeramente avanzada y replegada. Por lo tanto, las caderas están orientadas hacia la izquierda, mientras que los hombros se giran en dirección opuesta, siguiendo el movimiento del brazo derecho, creando un movimiento de torsión que el espectador no puede comprender plenamente más que reproduciendo, imitando la postura. La musculatura está menos marcada que en las obras de Policleto. Mientras que el torso denota tradicionalmente la valentía del escultor en acometer la composición, aquí está parcialmente disimulada por la posición del brazo.
La cabeza sorprende por su reducido tamaño: representa una octava parte del cuerpo. La historiadora del arte, Brunilde Sismondo Ridgway juzga el efecto «casi cómico». Otra novedad es que la cabeza está tratada como un retrato: se ha representado el cabello desordenado, la frente está marcada y los ojos hundidos. Para R. R. R. Smith, estas características dotan a la cabeza de viveza, pero Ridgway las considera defectos atribuibles al copista o a un error de presentación de la estatua: podría haber estado asentada sobre una base peraltada.